# Disastro del K-152 Nerpa
Il disastro del K-152 Nerpa consistette nell'erronea attivazione di un sistema antincendio a bordo del sottomarino russo K-152 Nerpa, della Voenno-morskoj flot. Questo incidente provocò 20 morti e 41 feriti, diventando il secondo disastro sottomarino russo per numero di morti dopo quello del Kursk, che invece provocò la morte dei 118 membri dell'equipaggio.
Il K-152 Nerpa è un sottomarino nucleare classe Akula II della Voenno-morskoj flot. Costruito nel 1993 dalla Amurskiy Sudostroitelnyy Zavod a Komsomol'sk-na-Amure è stato ceduto nel 2012 alla Bhāratīya Nāu Senā, che lo ha ribattezzato INS Chakra.

## L'incidente
L'8 novembre 2008 il sottomarino, distaccato presso la flotta russa del Pacifico, nel golfo di Pietro il Grande (un golfo del Mar del Giappone, nell'area del territorio del Litorale), stava compiendo un'esercitazione per entrare a far parte della Voenno-morskoj flot. A bordo erano presenti 208 persone: 81 militari e 127 ingegneri civili.
Alle 20:30 (UTC+10) durante l'esercitazione il sistema antincendio del sottomarino è stato erroneamente attivato, invadendo due compartimenti con il dibromotetrafluoroetano, un alogenuro alchilico utilizzato dalla marina russa come sistema antincendio. Il gas (conosciuto in Russia anche come khladon) rimpiazza l'ossigeno, in modo tale da spegnere velocemente un eventuale incendio. In alte concentrazioni può provocare una narcosi che a sua volta può portare all'asfissia.
In seguito all'incidente due cacciatorpediniere russi classe Udaloj e il Sayany sono partiti da Vladivostok per prestare assistenza al Nerpa. Il sottomarino non ha riportato danni e i livelli di radiazioni sono rimasti stabili, permettendo al Nerpa di tornare al porto di Bol'šoj Kamen', vicino a Vladivostok.

## Cause
Sono state avanzate due ipotesi sulle cause: un errore del sistema o un errore umano.
La prima ipotesi nasceva dal fatto che il sistema antincendio del Nerpa era un nuovo prototipo non ancora sperimentato dai sottomarini russi, ed esso poteva attivarsi automaticamente in un qualsiasi compartimento.
La seconda ipotesi ha preso piede il 13 novembre 2008: un uomo dell'equipaggio, Dmitrij Grobov, è stato indagato per aver azionato ingiustificatamente il sistema antincendio. Secondo i media russi Grobov pensò che l'unità (in seguito azionata) fosse disattivata e probabilmente annoiato iniziò a giocarci alzando inavvertitamente la temperatura percepita da 30 a 78 °C, facendo credere al sistema antincendio che ci fosse un incendio a bordo.
Durante un primo processo, il 14 settembre 2011, Grobov, accusato di negligenza, e il capitano Dmitrij Lavrentyev, accusato di abuso di potere, sono stati assolti; tuttavia la Corte Suprema decise di rigettare il verdetto e ordinò un secondo processo, che li assolse nuovamente.